# Pamela Springsteen
Pamela Colleen Springsteen (8 de febrero de 1962) es una actriz y fotógrafa estadounidense. Hizo una corta carrera de actuación y es conocida por interpretar a la asesina serial Angela Baker en Sleepaway Camp II: Unhappy Campers y Sleepaway Camp III: Teenage Wasteland. Ella coprotagonizó Dixie Lanes, The Gumshoe Kid, y películas con papeles pequeños como Fast Times at Ridgemont High, Reckless y Modern Girls. Ahora es una fotógrafa exitosa en Los Ángeles. Pamela es la hermana de Bruce Springsteen.

## Biografía
Nació en Freehold Township (Nueva Jersey), hija de Douglas Frederick "Dutch" Springsteen, un conductor de autobuses de ancestros neerlandeses e irlandeses, y de Adele Ann Zerilli, una secretaria legal de ascendencia italiana. Además de su hermano mayor, con quien Pamela a veces sale de giras, tiene una hermana menor, Virginia Springsteen Shave. Ella creció en la religión católica.

### Vida personal
Tuvo un breve romance con Sean Penn, su coestrella en Fast Times at Ridgemont High.

## Filmografía
| Cine       | Cine                                  | Cine                                                    | Cine                            |
| Año        | Título                                | Papel                                                   | Notas                           |
| ---------- | ------------------------------------- | ------------------------------------------------------- | ------------------------------- |
| 1982       | Fast Times at Ridgemont High          | Dina Phillips                                           |                                 |
| 1984       | Reckless                              | Karen Sybern                                            |                                 |
| 1985       | My Science Project                    | Monitora de pasillo/amiga de Ellie (Escenas eliminadas) |                                 |
| 1986       | Modern Girls                          | Tanya                                                   |                                 |
| 1987       | Scenes from the Goldmine              | Stephanie                                               |                                 |
| 1988       | Dixie Lanes                           | Judy                                                    |                                 |
| 1988       | Sleepaway Camp II: Unhappy Campers    | Angela Baker/Angela Johnson                             |                                 |
| 1989       | Fast Food                             | Mary Beth Bensen                                        |                                 |
| 1989       | Sleepaway Camp III: Teenage Wasteland | Angela Baker                                            |                                 |
| 1990       | The Gumshoe Kid                       | Mona Krause                                             |                                 |
| Televisión |                                       |                                                         |                                 |
| Año        | Título                                | Papel                                                   | Notas                           |
| 1982       | The Facts of Life                     | Sally                                                   | 1 episodio: "Starstruck"        |
| 1982       | Cagney & Lacey                        |                                                         | 1 episodio: "Hot Line"          |
| 1984       | My Mother's Secret Life               | Kelly                                                   | película para televisión        |
| 1984       | Hardcastle and McCormick              | Gena                                                    | 1 episodio: "Outlaw Champion"   |
| 1985       | Family Ties                           | Gail                                                    | 1 episodio: "Don't Go Changin'" |